# Веселин Пенгезов
Веселин Славов Пенгезов е български юрист, офицер (генерал-лейтенант).

## Биография
Роден е на 28 май 1959 г. в русенското село Червена вода. През 1978 г. завършва Техникума по речно корабоплаване в Русе. Между 1978 и 1980 г. служи в ШЗО в Плевен. През 1986 г. завършва право в Софийския университет.
От 29 април 1986 г. е стажант-лейтенант във Военносъдебен отдел на Министерството на правосъдието. По-късно е военен следовател в София (1987 – 1991) и съдия във Военноокръжния съд в София. От 1998 до 2004 г. е съдия във Военноапелативния съд, а от 2004 до 2009 е негов председател. На 25 юни 2004 г. е удостоен с висше офицерско звание бригаден генерал, от 25 април 2006 г. е генерал-майор, а от 26 април 2007 г. е генерал-лейтенант.
През 2010 г. е избран за председател на Софийския апелативен съд. На 18 януари 2011 г. е отстранен от поста във връзка с това, че дъщеря му Ана се представила за социална слаба и така придобила право за строеж в имоти в Приморско. На 21 април същата година 2011 г. е възстановен на поста председател на Софийския апелативен съд. На 28 април 2014 г. по искане на главния прокурор Висшият съдебен съвет го отстранява отново от длъжност поради разследване за изразходване на средства по програма ОПАК. През ноември 2016 г. е възстановен отново на длъжността си като съдия.

## Военни звания
- Бригаден генерал (25 юни 2004)
- Генерал-майор (25 април 2006)
- Генерал-лейтенант (26 април 2007)